# Bedřich Valdauf
Bedřich Valdauf (29. prosince 1899 Trhové Sviny – 30. března 1976 Borovany) byl jihočeský malíř, ilustrátor a grafik.

## Život a dílo
Bedřich Valdauf se narodil v Trhových Svinech 29. prosince 1899 v rodině úředníka a učitele hudby. Již v mládí se u něj objevoval výtvarný talent. Vyučil se holičem a v roce 1926 si otevřel v Borovanech vlastní živnost. Absolvoval soukromé výtvarné vzdělání u malířů Karla Štěcha a Viktora Vorlíčka. Stal se členem malířského sdružení Hollar. Svoji holičskou živnost v roce 1940 prodal a věnoval se výhradně malování, grafice a ilustraci. Tvořil různými technikami, od olejomalby, přes perokresbu, dřevořez, litografii až k nástěnné malbě. Věnoval se krajinomalbě, zátiší, okrajově portrétům. Byl autorem novoročenek a řady ex libris. Patřil mezi ilustrátory a autory grafik vydávaných českobudějovickou skupinou Družstevní práce. Mezi jeho pracemi je citována výzdoba altánku v zámeckém parku v Borovanech na motivy románu Aloise Jiráska Proti všem, kterou provedl v roce 1954. Restauroval fresku svatého Floriána na štítě borovanské radnice.
Během svého života v Borovanech se věnoval i ochotnickému divadlu, zejména operetě, hrál na housle a zpíval. Byl členem Sokola v Borovanech. Po druhé světové válce se přihlásil do nově vzniklé organizace Svazu československých výtvarných umělců. Z té však byl, pro nedostatečné odborné vzdělání, vyloučen a byla mu zakázána výtvarná činnost. Po tomto zákazu se stal dělníkem v místním Calofrigu, ale v soukromí se výtvarné práci stále věnoval. Povolení k oficiální výtvarné práci dostal až v roce 1968 na zásah svých přátel, akademického malíře Karla Štěcha a básníka a redaktora Václava Němce. Zemřel v Borovanech 30. března 1976.

### Ilustrace
- NĚMEC, Václav. Přes kořeny neseno: verše. Ilustrace Bedřich VALDAUF. Budějovice: Karel Ausobský, 1940. 49 s.
- VALDAUF, Bedřich. Žně. V Budějovicích: Družstevní práce, 1940. 15 s.
- HLUBUČEK, Karel. Srdce Doudlebska. Ilustrace Bedřich VALDAUF. Trhové Sviny: Karel Hlubuček, 1941. 30 s.
- HAVLÍČEK BOROVSKÝ, Karel. Tyrolské elegie. Ilustrace Bedřich VALDAUF. České Budějovice: V. A. Vimr "Budovicia", 1945. 27 s. Jihočeská edice Rozvoj.
- OSWALD, Jan. Rajská pohádka. Ilustrace Bedřich VALDAUF. České Budějovice: Národní správa tiskárny a nakladatelství Moldavia, 1945. 22 s. Jihočeská edice Rozvoj.
- HLUBUČEK, Karel. Srdce Doudlebska. Ilustrace Bedřich VALDAUF. České Budějovice: Jan Štifter, 2021. 30 stran

### Výstavy
- 1942 – České Budějovice, Beseda Českobudějovická: Národ svým výtvarným umělcům
- 1954 – Hluboká nad Vltavou, Alšova jihočeská galerie a Krajské muzeum České Budějovice: Výstava jihočeské grafiky
- 1957 – České Budějovice, Dům umění: Členská výstava
- 1958 – Praha, Hollar: Nová grafika členů a hostů Skupiny čs. umělců grafiků Hollar
- 1968 – Hluboká nad Vltavou, Alšova jihočeská galerie: 50 let československé grafiky
- 1979 – Brno, Dům umění: Současné jihočeské výtvarné umění
- 1999 – České Budějovice Wortnerův dům Alšovy jihočeské galerie: Česká grafika 1918-1998
- 2012 – Borovany : Vzpomínková výstava Malíře Bedřicha Valdaufa
- 2022 – Vodňany, Městské muzeum a galerie: Jihočeská krajina v díle padesáti umělců ze sbírek E.ON Česká republika, Městské muzeum a galerie Vodňany a soukromé sbírky

## Galerie

Výzdoba altánu zámeckého parku v Borovanechz roku 1954 na motivy románu Proti všem
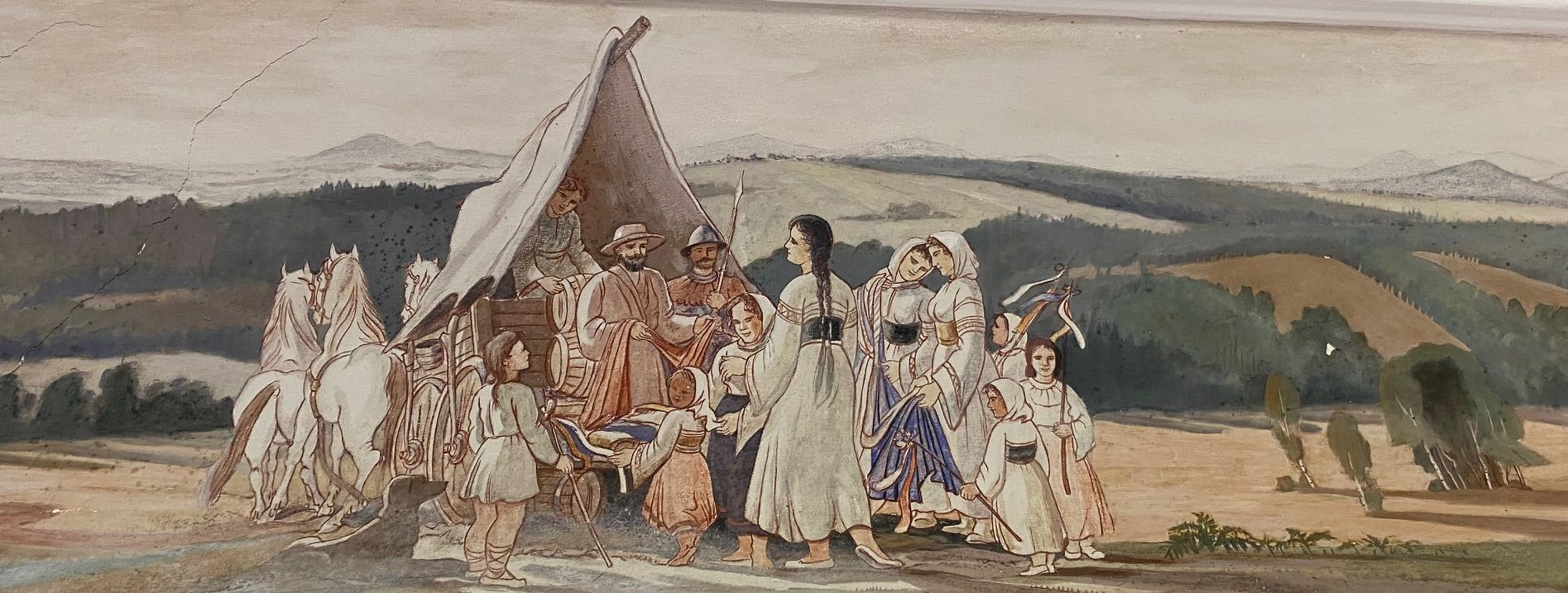
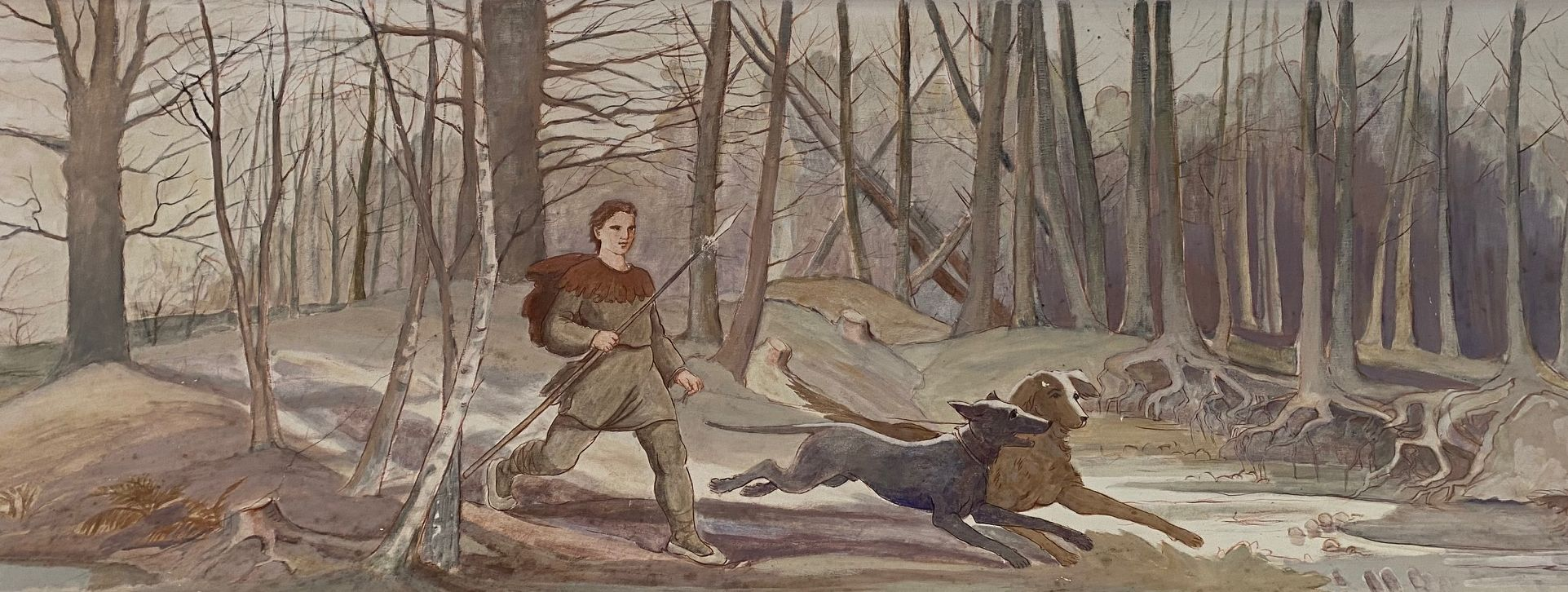
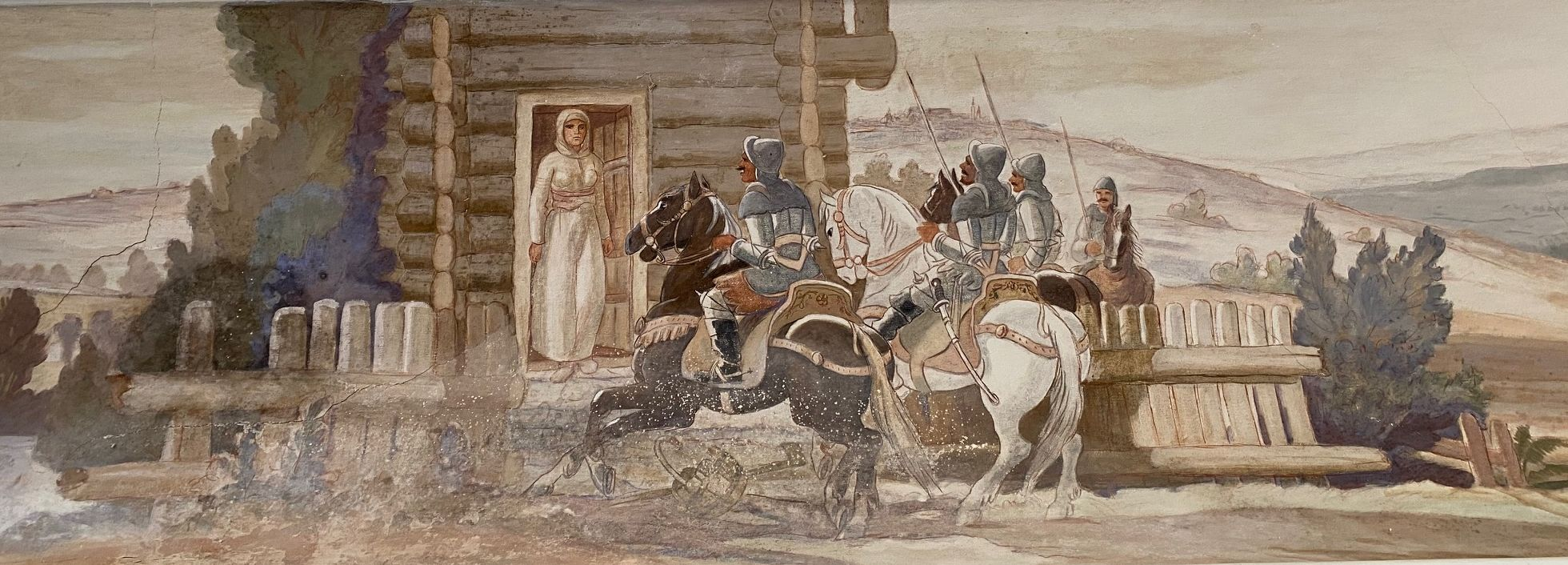
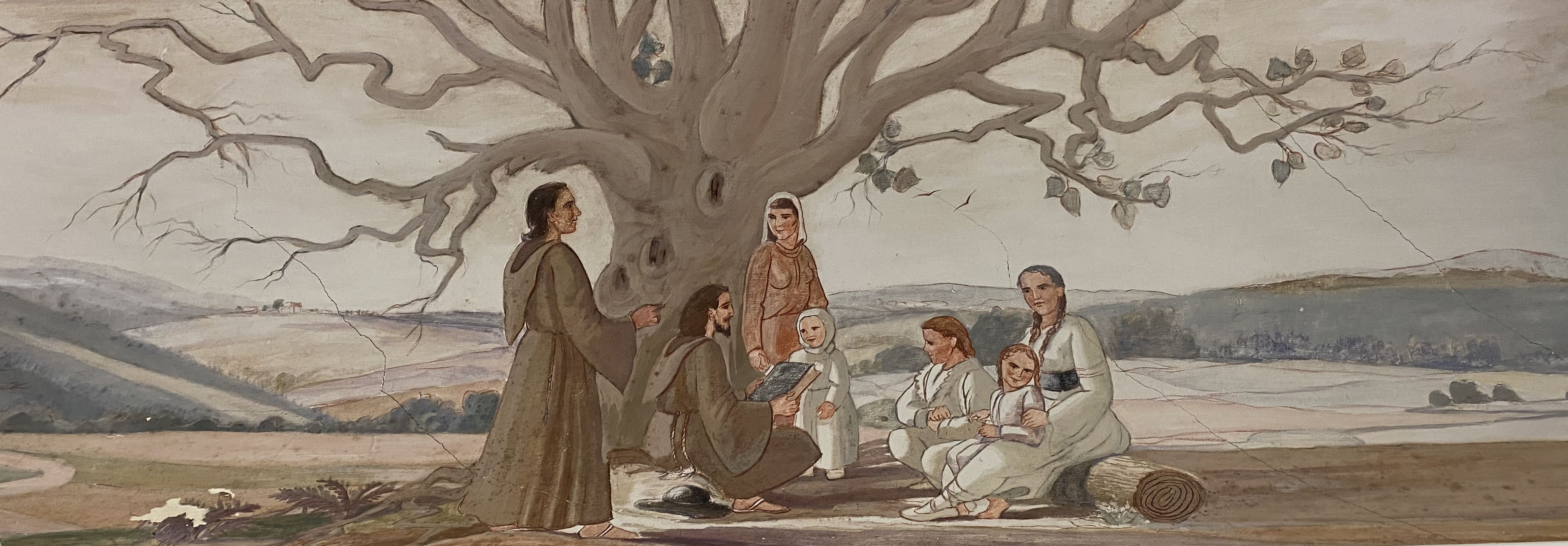